# Louis Zborowski
Pour les articles homonymes, voir Zborowski.

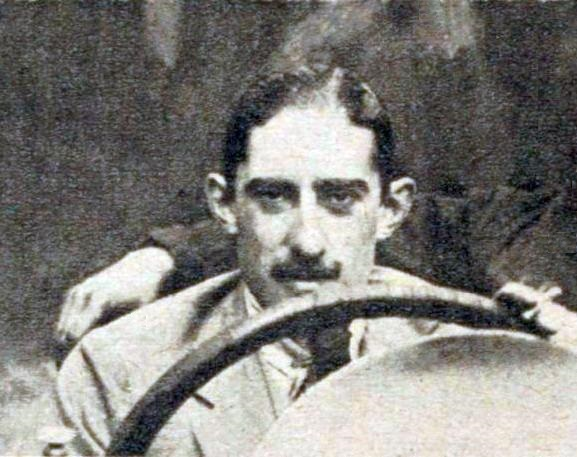
Louis Zborowski, deuxième du Grand Prix d'Espagne 1923.

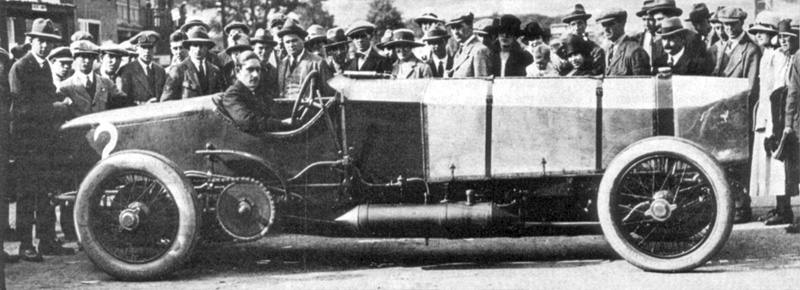
Louis Zborowski sur Chitty Bang Bang 1, à Brooklands (qui remporte en 1921 le Lightning Short Handicap d'été entre ses mains).

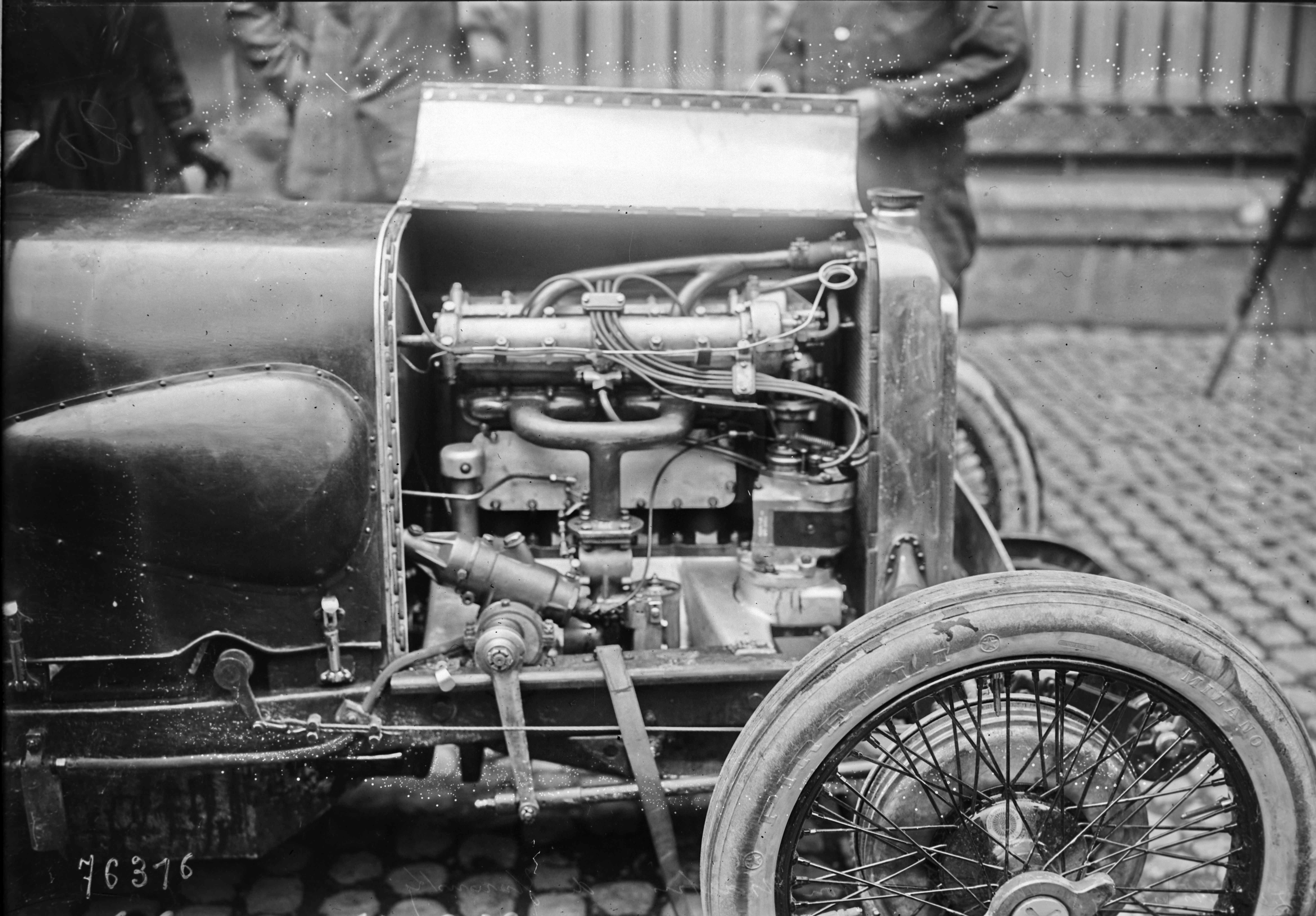
Moteur de la voiture de Zborowski au GP de France 1922.

Louis Zborowski, né le 20 février 1895 et mort le 19 octobre 1924, est un pilote automobile britannique d'origine polonaise. 
Il est le fils de William Eliot Morris Zborowski, dit comte de Montsaulvain, né dans le New Jersey, lui-même pilote Mercedes, mort en 1903 lors d'une course automobile. Louis Zborowski est membre de la Famille Astor par sa mère, décédée en 1911, laissant Louis orphelin à 16 ans. 

## Biographie
Au lendemain de la Première Guerre mondiale, Louis Zborowski sauve par son soutien financier Aston Martin de la faillite.
Il possède une écurie sportive basée à Higham Park, sa résidence près de Canterbury (Kent).
De 1921 à 1924, il conçoit chez lui avec l'ingénieur Clive Gallop quatre véhicules à moteurs d'avion Maybach ou Benz, les Chitty 1 à 4. 
En janvier 1922, Zborowski, son épouse Vi, Pixi Marix et Gallop - ainsi que deux mécaniciens - embarquent sur deux d'entre eux, Chitty Bang Bang et la Mercedes Blanche, à travers la Méditerranée pour une promenade dans le désert du Sahara en suivant les traces de véhicules Citroen-Kégresse P17, laissées en prélude à la Croisière noire organisée fin 1924. Toujours en 1922, il remporte la course de côte de Kop Hill à Princes Risborough, sur Ballot, à la fin du mois de mars.
Il fait ses premières armes en Grand Prix international en 1921, terminant 10e du Junior Car Club 200 à Brooklands sur Aston Martin (entreprise alors sous sa direction, âgé de 26 ans). Auteur d'une 20e place lors des 500 miles d'Indianapolis 1923 sur Bugatti, il termine la même année deuxième du Grand Prix de Penya Rhin, à Villafranca sur l'Aston Martin GP (place identique à la saison précédente), puis une semaine plus tard à la même place du Grand Prix d'Espagne, sur Miller (en) 122 cette fois (meilleur temps au tour), ainsi que troisième du Gran Premio d'España Voiturette organisé encore une semaine plus tard à Villafranca, toujours avec l'Aston-Martin GP.
En 1923, Zborowski participe aussi au Grand Prix d'Italie avec la Miller 122 (l'ingénieur-concepteur américain Harry Arminius Miller ayant alors fait le déplacement), épreuve où il se tue l'année suivante, à 29 ans, après avoir percuté un arbre avec sa Mercedes-Benz M72/94. Il avait alors rejoint l'équipe officielle durant la saison, après être apparu au Grand Prix de l'A.C.F. (France) sur Miller 122, puis au JCC 200 Mile Race anglais un mois plus tôt sur Salmson VAL.

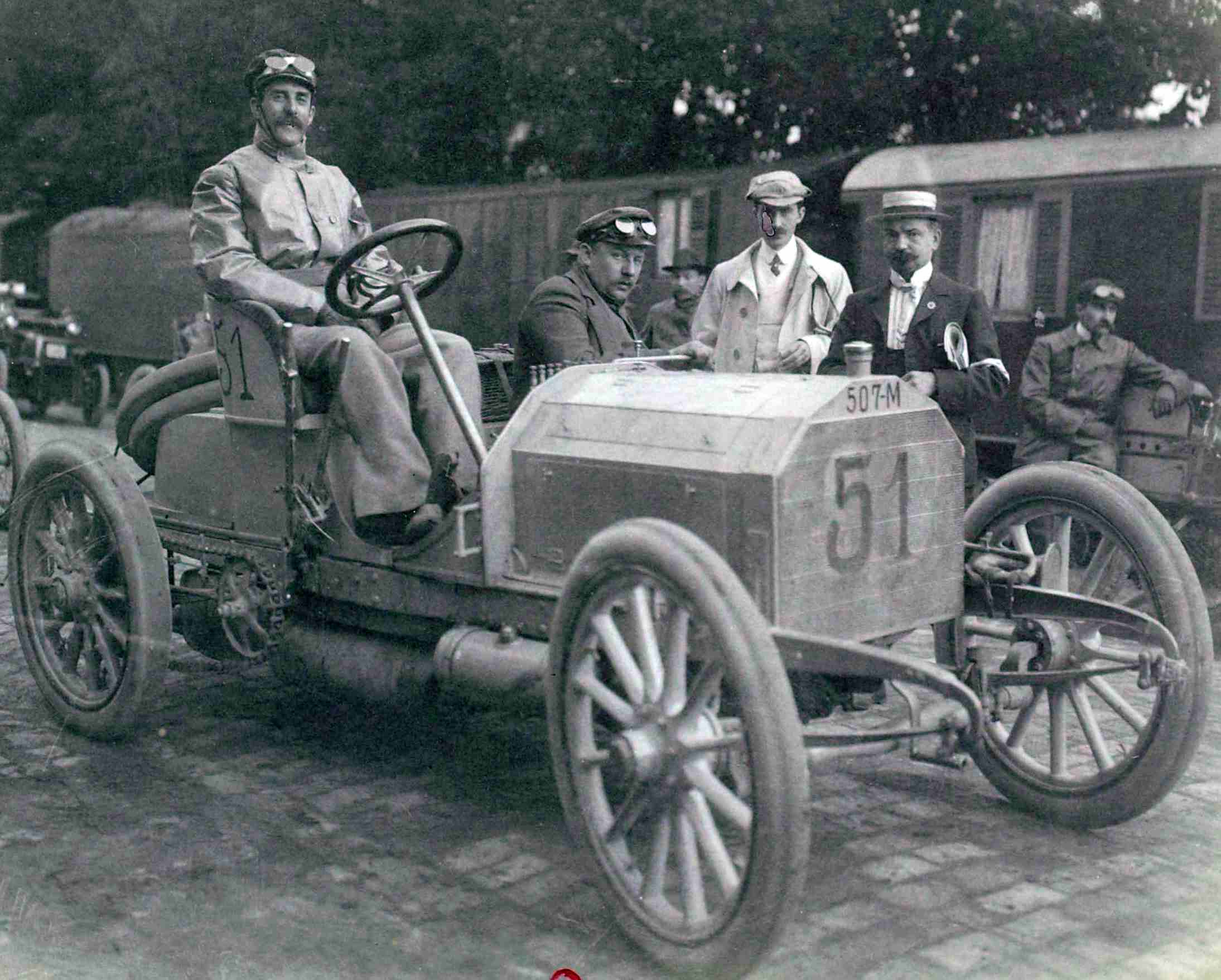
Eliot Zborowski au circuit des Ardennes sur Mercedes, en 1902 (un an avant sa mort).

Il était également un passionné de chemin de fer, faisant construire une ligne autour de sa vaste propriété anglaise, la Higham Railway sur laquelle roula la Comte Louis, locomotive à vapeur de Bassett-Lowke. Cette ligne devait théoriquement s'incorporer à un plus vaste projet élaboré avec son ami le capitaine J.E.P. Howey, également coureur automobile, pour un transport de passagers sur longue distance (des locomotives ayant pour ce faire été construites par la Davey Paxman & Co. (Essex); seul un parcours de 23 kilomètres en résulta, poursuivi uniquement par Howey désormais, passant par Romney, Hythe et Dymchurch, ayant encore de nos jours une vocation touristique.